# پشت باغ
پشت باغ یا خلف باغ یکی از محلات قدیمی یزد می‌باشد که در هستهٔ مرکزی شهر واقع شده و در بافت تاریخی شهر یزد می‌باشد. این محله در قدیم از قریه‌ها یا روستاهای اطراف یزد محسوب می‌شده و جزء ظاهر اصلی شهر نبوده‌است.

## وضعیت جغرافیایی
محله پشت باغ در حد فاصل میدان آزادی (باغ ملی)، چهارراه ایرانشهر، میدان شهید بهشتی و قسمتهایی از کوچه آب تفت و هاشم خان و از طرف شرق به کوچه گاراژ ناجی و از طرف شمال به بلوار امامزاده جعفر، و از جنوب به خیابان فرخی و از شرق به خیابان ایرانشهر و محلات عرقپزها، گلچینان، مصلی، کوی میرقطب و از طرف غرب به خیابان مطهری و محله چهار منار محدود می‌شود. باید توجه داشت محدودهٔ پشت باغ پس از احداث خیابان‌های جدید دگرگون گشته و شامل بخش‌هایی از کوی و بزرن‌های مختلف از جمله کوچه خطیب و محلات گودال مصلی و مصلی عتیق و کوی گلچینان می‌شود.

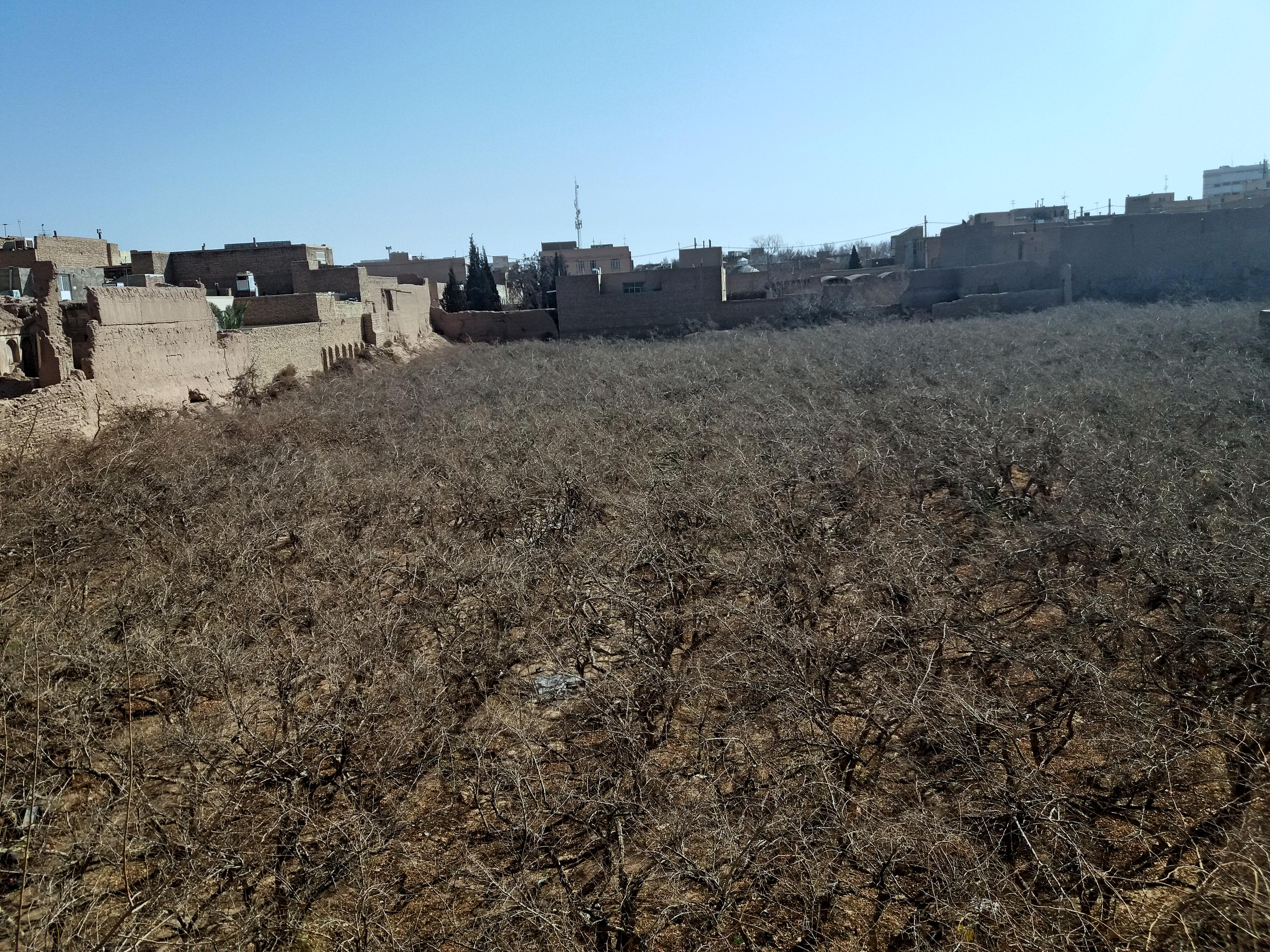
باغی باقیمانده از باغات پشت باغ در فصل زمستان

موضع اصلی محله پشت باغ از این قرار است که باغی بوده احداثی عزالدین لنگر از اتابکان یزد موسوم به باغ عزآباد که بعدها خشکیده و خراب شده که دو قطعه زمین بایر از آن باقی مانده بود که در لهجهٔ یزدی به آن باغُکِ پشت باغ می‌گفتند یعنی باغ کوچک که قبرستان بود که مردم می‌رفتند و در آن محل فاتحه اهل قبور خوانده و برای مردگان طلب آمرزش می‌نمودند و در حال حاضر هنرستان شهید رجایی شده‌است، موقع ساخت هنرستان بدستور آیت الله حاج شیخ غلامرضا فقیه خراسانی کلیهٔ استخوانهای مردگان را در حسینه قائمیه مدفون کردند.

## ریشه نام محله
در تواریخ محلی یزد آمده‌است که عزالدین لنگر از سلسلهٔ اتابکان یزد، در خارج از شهر جهت سکنی خود باغ وسیع و عمارتی بلند و زیبا احداث کرد و آن را باغ عز آباد نام نهاد، در آن مکان محله ای مشهور تحت عنوان خلف باغ عز آباد ساخته شد، با توجه به قرارگیری این محله پشت باغ مذکور به این نام خوانده شده‌است.

## موقعیت محله
اگر چه امروزه محله پشت باغ جایگاه اجتماعی بالایی را ندارد و در قرن حاضر مانند گذشته افراد اصیل و نجیب در این کوی کمتر زندگی کرده‌اند اما وجود بناهایی نظیر کاروانسراها و بازارها، مساجد و حسینیه‌ها، بقعه‌ها و خانه‌های اعیانی و آب انبارها نشان از اهمیت تجاری و مذهبی این محله و رونق آن در گذشته‌ای نه چندان دور بوده‌است. شغل ساکنان محله پشت باغ در قدیم مخصوصاً کوچه خطیب و کوچه‌های اطراف باغک پشت باغ نساجی (شَعربافی) و قسمت‌های دیگر از قبیل کوچه بزرگ پشت باغ و حسینیه نقشین و محله پشت صحرا و غیره به شغل مسگری مشغول بودند،که حاکی از آن است اقشار متوسط و متوسط رو به پایین شهر ساکنین غالب این کوی و برزن بوده‌اند.

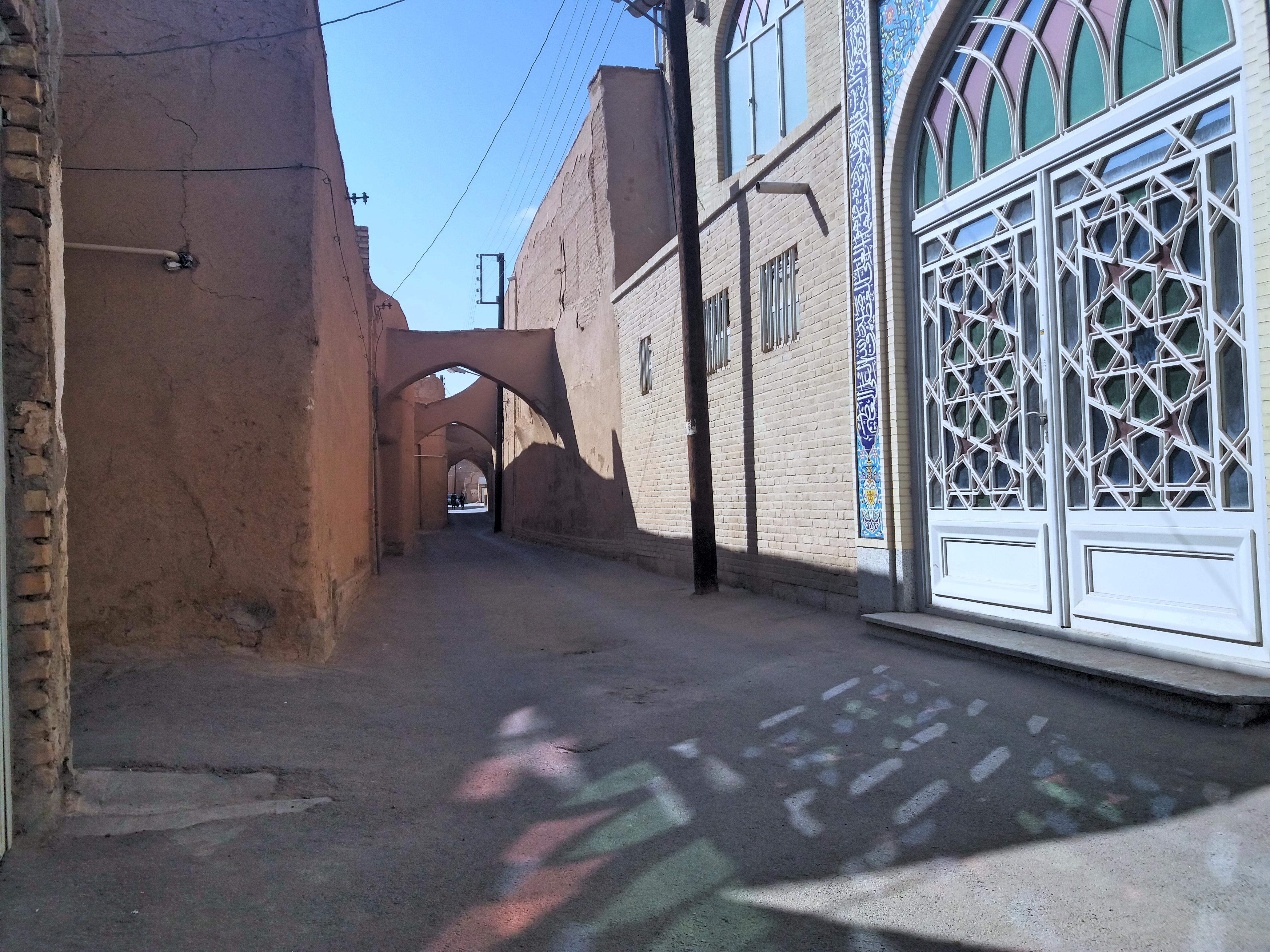
کوچه های محله پشت باغ

## حوادث تاریخی محله
از حوادث تاریخی که بر محله پشت باغ تاثیراتی بر جای نهاده می‌توان به وقع سیل سال ۸۶۰ هجری اشاره نمود که به بیش از ۳۴ محله از محلات یزد همچون محلات دهوک اعلی و سفلی ، کوچه باغ صفویان ، اسکندریه ، باغ کمال ، مصلی عتیق ،تازیان ، غازیان،پشت باغ عز آباد ،کوچیه خطیب تا چهار منار ، را تخریب نمود.

## اماکن و عناصر شاخص محله
1. مسبجد کوچه یتیم
2. حسینیه و آب انبار مسجد کوچه یتیم
3. مسجد بزرگ پشت باغ و آب انبار آن
4. مسجد و حسینیهٔ کوچه خطیب
5. حمام پشت باغ
6. بازار تاریخی پشت باغ
7. حسینیهٔ پشت باغ
8. کاروانسرای مسعودی
9. کاروانسرای پاپلی
10. مسجد امام حسنی
11. آب انبار نقشین
12. خانه‌های فاتح و فرهنگی و عرب‌ها
13. حسینیه نقیشن
14. مسجد و آب انبار مسعودی[۱]

- دبیرستان ایرانشهر و بقعهٔ سید خلیل (سیّد مصلی) و سیّد جلیل متعلق به محله مصلی می‌باشد[۷]

## نگارخانه

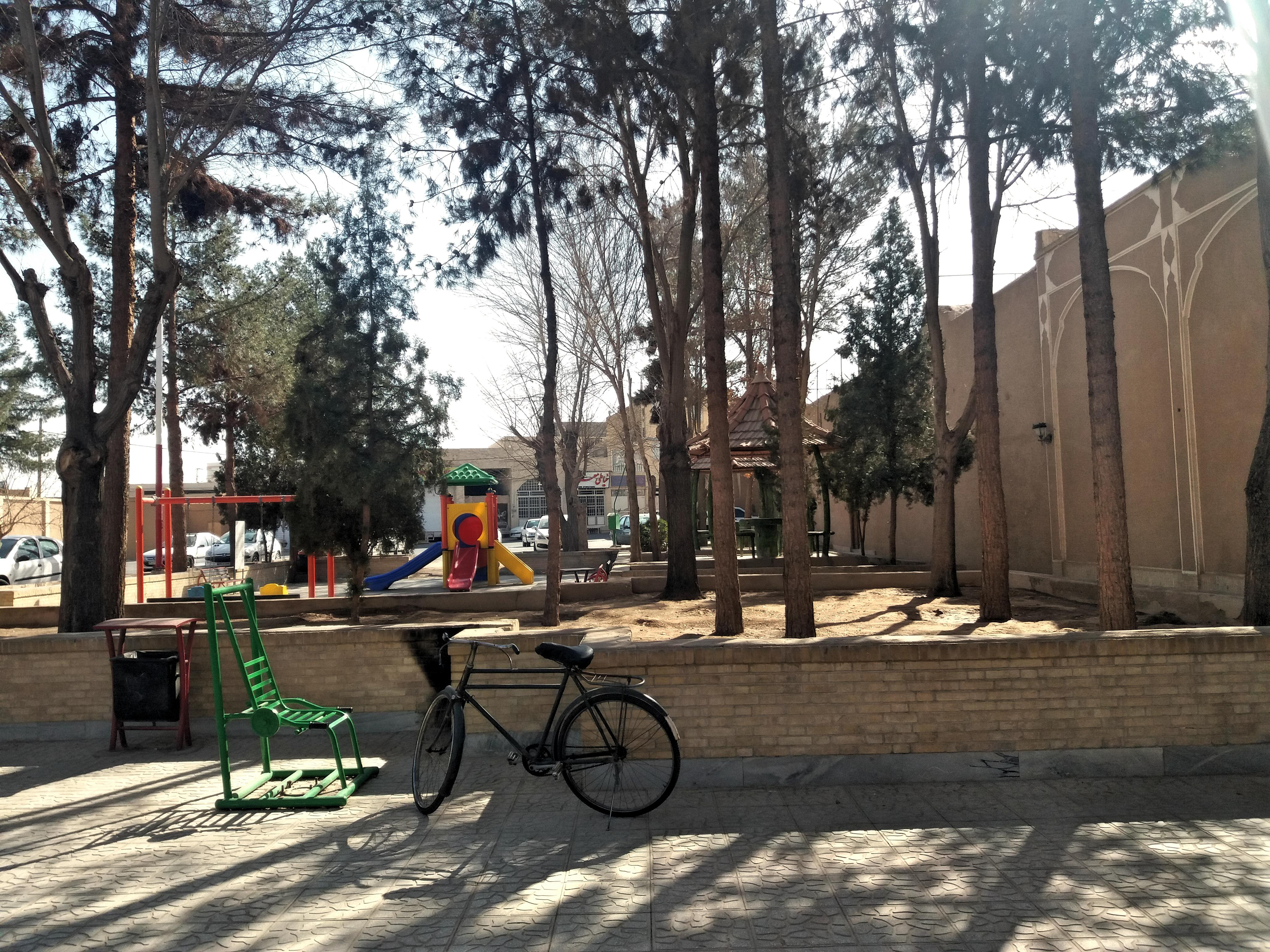
بستان چهارده معصوم پشت باغ
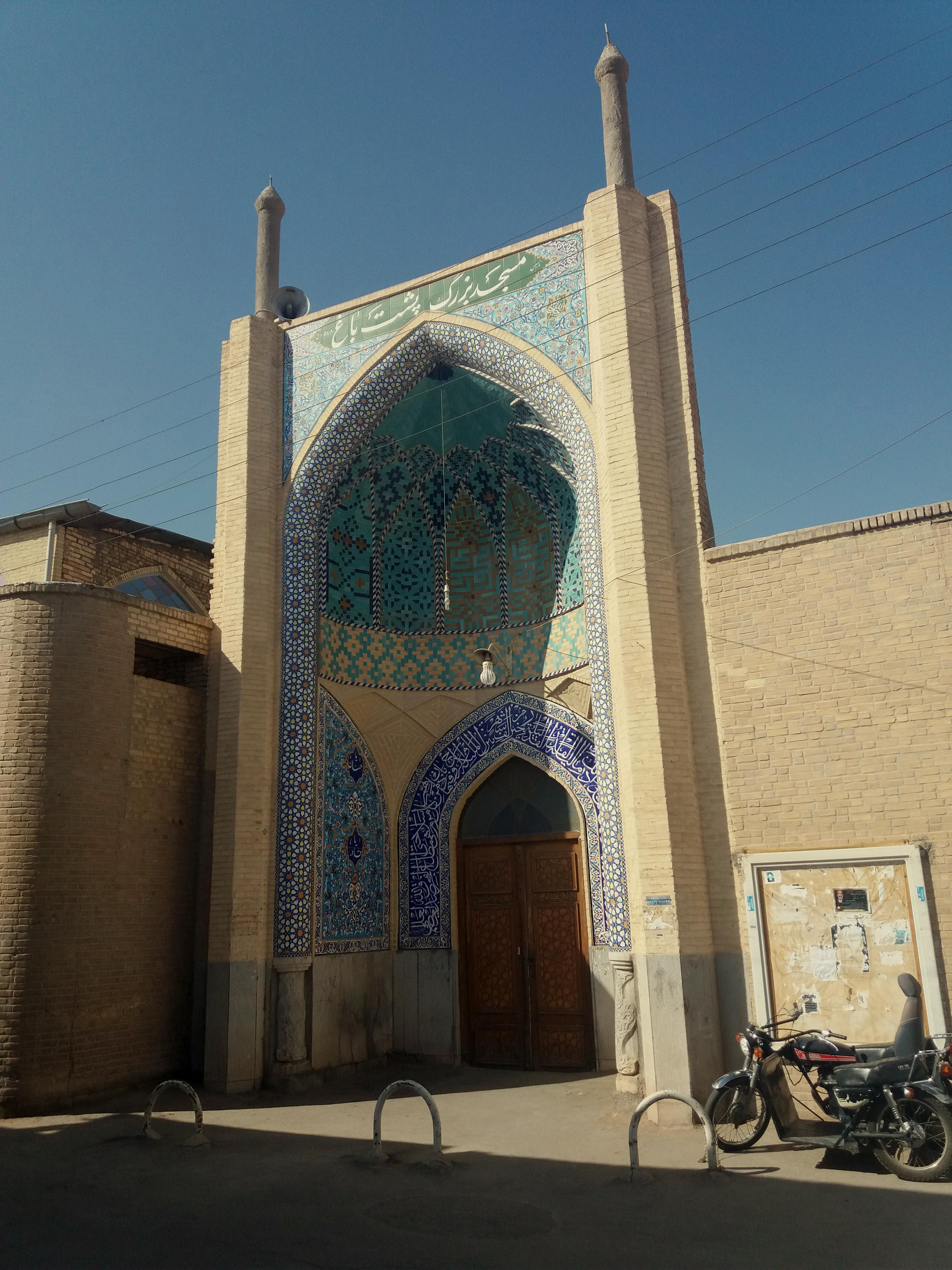
درگاه ورودی مسجد پشت باغ
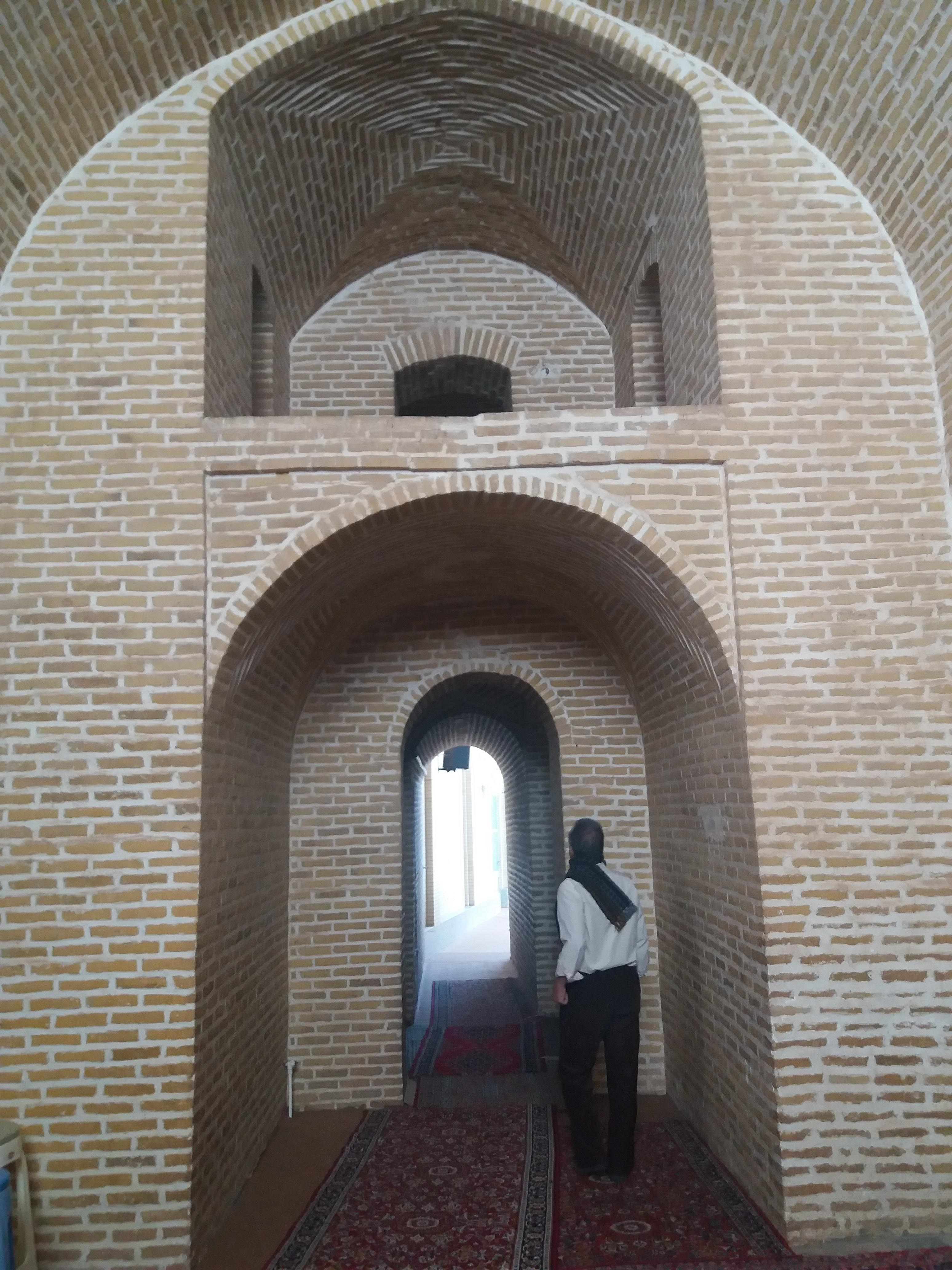
صحن سرد خانهٔ مسجد بزرگ پشت باغ